# Federal xopí
El federal xopí (Gnorimopsar chopi), anomenat també tord charrúa o guira-hú és una espècie d'ocell pertanyent a la família dels ictèrids. És l'única espècie del gènere Gnorimopsar.

## Distribució geogràfica
Es troba a l'Argentina, Bolívia, Brasil, el Paraguai, el Perú, i l'Uruguai.

## Hàbitat
L'hàbitat d'aquesta espècie són les selves humides, subtropicals o tropicals especialment humides o planes de pantans, prades, i boscos densos.